# Fútbol en los Juegos del Océano Índico
El fútbol es uno de los deportes jugados en los Juegos de las Islas del Océano Índico, un evento multideportivo para las islas africanas del océano Índico, que cuentan con un torneo de fútbol. Las Maldivas han sido invitados en algunas ocasiones.
La primera edición oficial se celebró en 1979, aunque desde 1947 hasta 1963 un precursor llamado Triangulaire se organizó entre Madagascar, Mauricio y Reunión.

## Participantes
- Comoras
- Maldivas
- Madagascar
- Mauricio
- Mayotte
- Reunión
- Seychelles

## Resultados
| Año  | Sede       | Campeón    | Final Resultado | Subcampeón | Tercer lugar | Resultado     | Cuarto lugar |
| ---- | ---------- | ---------- | --------------- | ---------- | ------------ | ------------- | ------------ |
| 1979 | Reunión    | Reunión    | 2 - 1           | Seychelles | Comoras      | 1             | Mauricio     |
| 1985 | Mauricio   | Mauricio   | 4 - 4 (4 - 2 p) | Reunión    | Comoras      | 2             | Madagascar   |
| 1990 | Madagascar | Madagascar | 5 - 1           | Mauricio   | Seychelles   | 3 - 1         | Comoras      |
| 1993 | Seychelles | Madagascar | 1 - 0           | Reunión    | Mauricio     | 6 - 2         | Seychelles   |
| 1998 | Reunión    | Reunión    | 3 - 3 (7 - 6 p) | Madagascar | Seychelles   | 4 - 3         | Mauricio     |
| 2003 | Mauricio   | Mauricio   | 2 - 1           | Reunión    | Seychelles   | 2 - 0         | Comoras      |
| 2007 | Madagascar | Reunión    | 1 - 1 (7 - 6 p) | Madagascar | Mayotte      | 1 - 1 (4-2 p) | Mauricio     |
| 2011 | Seychelles | Seychelles | 1 - 1 (4 - 3 p) | Mauricio   | Reunión      | 1 - 0         | Mayotte      |
| 2015 | Reunión    | Reunión    | 3 - 1           | Mayotte    | Mauricio     | 3 - 1         | Madagascar   |
| 2019 | Mauricio   | Reunión    | 1 - 1 (1 - 0 p) | Mauricio   | Mayotte      | 3 - 1         | Seychelles   |
| 2023 | Madagascar | Madagascar | 1 - 0           | Reunión    | Mauricio     | 2 - 0         | Comoras      |

1: El partido quedó suspendido y las Comoras obtuvieron el tercer lugar ya que Mauricio no pudo viajar a Reunión para el partido. 
2: El partido quedó suspendido y las Comoras obtuvieron el tercer lugar, ya que Madagascar no se presentó en el estadio para el partido. 

## Títulos
| País       | Títulos                          | Subtítulos                 | Tercer lugar         | Cuarto lugar         |
| ---------- | -------------------------------- | -------------------------- | -------------------- | -------------------- |
| Reunión    | 5 (1979, 1998, 2007, 2015, 2019) | 4 (1985, 1993, 2003, 2023) | 1 (2011)             |                      |
| Madagascar | 3 (1990, 1993, 2023)             | 2 (1998, 2007)             |                      | 2 (1985, 2015)       |
| Mauricio   | 2 (1985, 2003)                   | 3 (1990, 2011, 2019)       | 3 (1993, 2015, 2023) | 3 (1979, 1998, 2007) |
| Seychelles | 1 (2011)                         | 1 (1979)                   | 3 (1990, 1998, 2003) | 2 (1993, 2019)       |
| Mayotte    |                                  | 1 (2015)                   | 2 (2007, 2019)       | 1 (2011)             |
| Comoras    |                                  |                            | 2 (1979, 1985)       | 3 (1990, 2003, 2023) |
| Maldivas   |                                  |                            |                      |                      |

## Apariciones
| País       | N.º |
| ---------- | --- |
| Mauricio   | 10  |
| Reunión    | 9   |
| Seychelles | 9   |
| Comoras    | 9   |
| Madagascar | 8   |
| Mayotte    | 4   |
| Maldivas   | 3   |

## Torneo femenino
| Año  | Sede    | Campeón | Final Resultado | Subcampeón | Tercer lugar | Resultado | Cuarto lugar |
| ---- | ------- | ------- | --------------- | ---------- | ------------ | --------- | ------------ |
| 2015 | Reunión | Reunión | -               | Madagascar | Mayotte      | -         | Seychelles   |